# 鄉君
鄉君，是中國古代命婦的一種封號，是指以鄉名為封號的君。鄉君一號始於西晉，晉文帝封皇后王元姬的繼祖母夏侯氏為「滎陽鄉君」。之後鄉君封號歷代仍有沿用，唯宋代廢此號。鄉君一般多作為皇后嫡母、生母、繼母的封號，有時皇后的外祖母亦能受封，也有宗室、官員之妻甚至皇女封為鄉君的例子。

## 西晉
在晉書中，清楚的記載了在皇后行親蠶禮時，作為侍禮人員之一的鄉君的儀制：「……鄉君助蠶，乘皁交路安車，駕三。」而在親蠶禮當天，皇后在西郊升壇時：「……鄉君以下各採九條（蠶），悉以桑授蠶母，還蠶室。」而在平日，鄉君乘坐的車稱作油軿車，並規定只能使用兩匹馬。
西晉鄉君冠服規制：金印紫綬，佩山玄玉，皆帶綬，以彩組為緄帶，各如其綬色，金辟邪首為帶玦。

## 劉宋
劉宋時，鄉君在陪侍皇后行親蠶禮時，著青衣、頭插步搖，並帶竹框與鐵鉤隨侍。

## 唐朝
唐朝的外命婦品秩中，四品官員之母或正室為鄉君。

## 金朝
金朝規定，五品文散朝列大夫、武散宣武將軍以上官位者，母親與妻子封為鄉君，後來金章宗承安二年改封為縣君。但不論改號與否，冠服儀制仍照一～九品分為：
- 一品：紅羅畫雲氣盤龍錦褾，金龍五色羅十七幅，寶裝玉軸
- 二品，翔鳳褾，金鳳羅十六幅，犀軸
- 三品、四品：盤鳳褾，金鳳羅十五幅。
- 五品，翔鸞錦褾，金鸞羅十四幅。

以上幅皆用五色羅，軸皆用犀。
- 六品，禦仙花錦褾，金花五色綾十二幅。
- 七品、八品、九品，太平花錦褾，金花五色小綾十幅。

以上軸皆用玳瑁。凡褾皆紅，幅皆五色。

## 明朝
明朝奉國將軍女封鄉君。並訂冠服為：珠翠三翟冠，丹礬紅大衫，深青紵絲金繡孔雀褙子、金繡練鵲文霞帔。

## 清朝
清朝時有資格封鄉君者有：
- 入八分公嫡女
- 多羅貝勒庶女
- 親王玄孫女

按規定，鄉君每年領年俸四十兩、祿米40斛；同時清朝對於鄉君的婚禮有詳細的規制：
- 聘禮：馬匹二頭，馬鞍二匹，開宴十六席，酒十六瓶，羊十四隻，茶十六桶。
- 納采：馬匹二頭，羊七隻，無宴席。
- 陪嫁：侍女二名。

以上與宴所需的茶膳皆由光祿寺籌備，羊與酒則是由鄉君的夫家負責。同時在外嫁時又會再加俸鍛五匹。
乾隆年間增定，親王、郡王之女不論嫡庶，一旦依命出嫁蒙古外藩和親者，一律封為鄉君。

## 受封者一覽
- 西晉：
  - 晉文帝皇后王元姬繼祖母夏侯氏為「滎陽鄉君」。
  - 晉武帝之臣羊祜妻夏侯氏為「萬歲鄉君」。
  - 晉武帝皇后楊豔繼母段氏為鄉君（封號不明）。
- 東晉：
  - 晉元帝皇后虞孟母生母王氏為「雲阝陽縣君」，從祖母為「平陽鄉君」（皆由東晉明帝追封）。
  - 晉元帝姨母封「廣昌鄉君」。
  - 晉明帝皇后庾文君生母毌丘氏追封為鄉君（封號不明）。
  - 晉康帝皇后褚蒜子生母謝氏為「尋陽鄉君」。
  - 晉成帝皇后杜陵陽之母裴穆為「高安鄉君」，並賜食邑五百戶。裴穆一直活到晉孝武帝即位時，寧康二年特晉封為「廣德縣君」，並建宅第於南掖門外。由於裴穆相當長壽，當地百姓都稱她為「杜姥」，又稱其宅為杜姥宅。
  - 晉哀帝皇后王穆之生母爰氏為「安國鄉君」。
  - 晉孝武帝皇后王法慧之母劉氏為「樂平鄉君」。
  - 晉孝武帝女晉陵公主在東晉滅亡後被劉宋降為「東鄉君」。
- 前趙：
  - 趙末帝皇后劉氏之叔母為「慈鄉君」。
- 劉宋：
  - 宋武帝皇后臧愛親生母叔孫氏封「遷陵永平鄉君」。
  - 宋文帝皇后袁齊媯生母王氏為「豫章郡新淦縣平樂鄉君」。
  - 宋廢帝皇后江簡珪生母王氏為「平望鄉君」。
  - 宋明帝貴妃陳妙登，母王氏追贈為「永世縣成樂鄉君」[1]
- 南齊：
  - 齊宣帝蕭承之正室陳道止生母胡氏為「永昌縣靖君」（齊高帝所封）。
  - 齊高帝蕭道成皇后劉智容生母桓氏為「上虞都鄉君」。
  - 齊武帝蕭賾皇后裴惠昭生母檀氏為「餘杭廣昌鄉元君」。
  - 齊廢帝蕭昭業皇后何婧英嫡母劉氏為「高昌縣都鄉君」、生母宋氏為「餘杭廣昌鄉君」。
  - 齊明帝蕭鸞皇后劉惠端生母王氏為「平陽鄉君」。
- 金朝：
  - 金朝武官魏全之妻因夫而貴封為鄉君（封號不明）。
- 明朝：
  - 明朝皇族中，皇族玄孙女（奉國將軍之女）皆曰乡君。如秦藩臨潼王朱公銘玄孙女、奉國將軍朱惟𤊹之女——汧山鄉君、雍山鄉君、垣翰鄉君、萬億鄉君等。
- 清朝：
  - 努爾哈赤第七女為鄉君品级。第七女、第六女中的一人，是受封为扎萨克公主的皇妹宗岱格格。
  - 皇太極第十二女為鄉君品级。